# ワシウ・ユスフ
ワシウ・ユスフ（Wasiu Yusuf、1978年9月18日 - ）は、ナイジェリアの車いすテニス選手。自己最高ランクはシングルスは2008年9月29日に記録した357位で、ダブルスはランキング外。
2008年にはワイルドカードとして北京パラリンピックの出場権を獲得、ナイジェリアからの初のパラリンピックに出場する車いすテニス選手となった。しかし1回戦で第8シードのスウェーデンのステファン・オルソンと対戦し0-2で敗れた。また、車いす卓球をやっていたこともあり、2003年にナイジェリアのアブジャで開催されたオールアフリカゲームズでシングルスで金メダルを獲得、団体と個人でも銀メダル、オープン車いすで銅メダルを獲得した経験がある。